# عائلة فاندربيلت

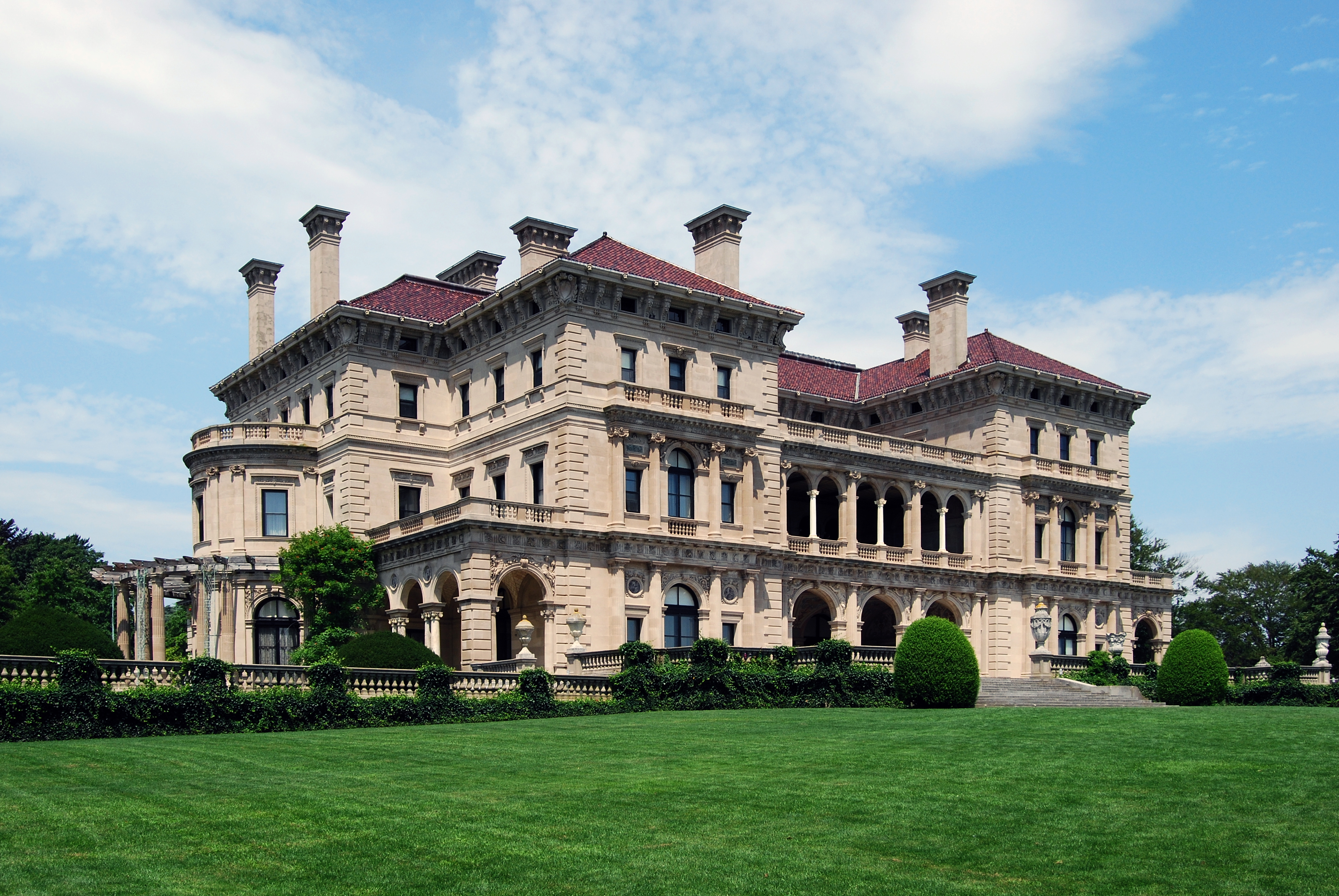
قصر أسرة فاندربيلت، في نيوبورت بولاية رود آيلاند.

عائلة فاندربيلت هي عائلة أمريكية من أصل هولندي لعبت دورًا بارزًا خلال العصر المذهب. بدأ نجاحها مع شركات الشحن والسكك الحديدية، وتوسعت أعمال العائلة في مختلف أنواع الصناعة والعمل الخيري. مؤسس الأسرة كان كورنليوس فاندربلت والذي بلغت قيمة ثروته 167.4 مليار دولار أمريكي. ذهب أحفاد كورنيليوس فاندربيلت في بناء القصور الكبرى في الجادة الخامسة في مدينة نيويورك وغيرها من البيوت الفاخرة أخرى. فضلًا عن الأعمال الخيرية وبنت العائلة جامعة فاندربيلت.
تصنف عائلة فاندربيلت كثاني أغنى العائلات في أمريكا بعد عائلة روكفلر. وينتمي أعضاء الأسرة إلى الكنيسة المورافية والكنيسة الأسقفية الأمريكية.